# جامعة نورث إيسترن الولائية
جامعة نورث إيسترن الولائية هي جامعة عامة (تمولها الولاية) يقع حرمها الجامعي الرئيسي في تاهليكوا، أوكلاهوما في ولاية أوكلاهوما. تضم الجامعة أيضًا حرمين جامعيين آخرين في موسكوجي وبروكن أرو وتدرس كذلك عبر الإنترنت. جامعة نورث إيسترن الولائية هي أقدم مؤسسة للتعليم العالي في ولاية أوكلاهوما وهي كذلك واحدة من أقدم مؤسسات التعليم العالي غرب نهر المسيسيبي. تاهليكواه (وتُكتب في مصادر أخرى: تلقوة) هي موطن لعاصمة قبيلة شيروكي في أوكلاهوما وحوالي 25 في المائة من الطلاب في جامعة ولاية نورث إيسترن يعرفون أنفسهم على أنهم هنديون أمريكيون. تقدم الجامعة العديد من الدورات التي تركز على اللغات الأمريكية الأصلية، وتقدم تعليم لغة الشيروكي كتخصص. يمكن دراسة لغة الشيروكي كلغة ثانية، كما يتم تدريس بعض الفصول بلغة الشيروكي لمتحدثي اللغة الأولى أيضًا.

## تاريخ
في 7 مايو 1851، أسست أمة الشيروكي مدرسة الشيروكي الوطنية للإناث في تاهليكواه، وهو نفس العام الذي فتحت فيه مدرسة دينية للذكور في أراضيها. كان هذا بعد نقلها إلى الأراضي الهندية وجزء من مؤسسات البناء لدعم مستقبلها.
في 6 مارس 1909، بعد قيام الدولة، أصدر المجلس التشريعي لولاية أوكلاهوما قانونًا ينص على إنشاء وموقع مدرسة ولاية نورث إيسترن العادية في تاهليكوا، أوكلاهوما لتدريب المعلمين. لهذا الغرض، اشترت من حكومة شيروكي القبلية المبنى والأرض والمعدات الخاصة بمعهد شيروكي للإناث.
في عام 1921، تم تغيير الاسم إلى نورث إيسترن ستايت تيتشرز كوليج حيث توسعت إلى منهج كامل مدته أربع سنوات. في الخمسينيات من القرن الماضي، برزت جامعة نورث إيسترن باعتبارها كلية حكومية شاملة، حيث وسعت مناهجها على مستوى البكالوريا لتشمل موضوعات الفنون الحرة وإضافة برنامج السنة الخامسة المصمم لإعداد المعلمين الرئيسيين للمدارس الابتدائية والثانوية.
مع إضافة برامج الدراسات العليا، في عام 1974، أذن المجلس التشريعي لأوكلاهوما بتغيير اسم المؤسسة من نورث ستايت كوليج إلى جامعة نورث إيسترن في أوكلاهاما، وفي عام 1985 أذن بتغيير في الاسم إلى جامعة ولاية نورث إيسترن. في عام 1979، افتتحت جامعة ولاية نورث إيسترن كلية البصريات، مما يجعلها واحدة من 14 مدرسة في الولايات المتحدة تقدم درجة الدكتوراه في هذا المجال. gcox fyicrxri ryicxi
في أوائل القرن الحادي والعشرين، أصبحت جامعة ولاية نورث إيسترن رابع أكبر جامعة في أوكلاهوما. في 6 مارس 2009، احتفلت جامعة ولاية نورث إيسترن بالذكرى المئوية لتأسيسها مع احتفالات يوم المؤسسين.

## حرم تاكلواها
حرم تاكلواها، الذي يمتد على 200 أكر (0.81 كـم2) على أرض مدرسة الشيروكي للإناث. يستخدم المبنى الأصلي للمدرسة الآن كقاعة كلية، مبنى أكاديمي. يحتوي الحرم الجامعي على العديد من الفصول الدراسية والمختبرات والمرافق السكنية والرياضية. في السنوات الأخيرة، أنشأت الجامعة مركزًا علميًا بقيمة 10 ملايين دولار، بتمويل من سند صادر عن الجامعة.
تقدم جامعة ولاية نورث إيسترن 69 درجة جامعية، و 18 درجة دراسات عليا و 13 برنامجًا لما قبل الاحتراف في خمس كليات (الأعمال والتكنولوجيا، والفنون الليبرالية، والتعليم، والبصريات، ومهن الصحة والعلوم). تبلغ نسبة الطلاب إلى أعضاء هيئة التدريس 26 إلى 1، وفي ربيع عام 2008 كان إجمالي عدد الطلاب المسجلين في الحرم 6,216. يوجد أيضًا برنامج التعلم عن بعد، والذي من خلاله يمكن للطلاب الذين لا يستطيعون الالتحاق بالجامعة بسبب العمل أو الالتزامات العائلية إكمال الدورات عبر الإنترنت أو مؤتمرات الفيديو.

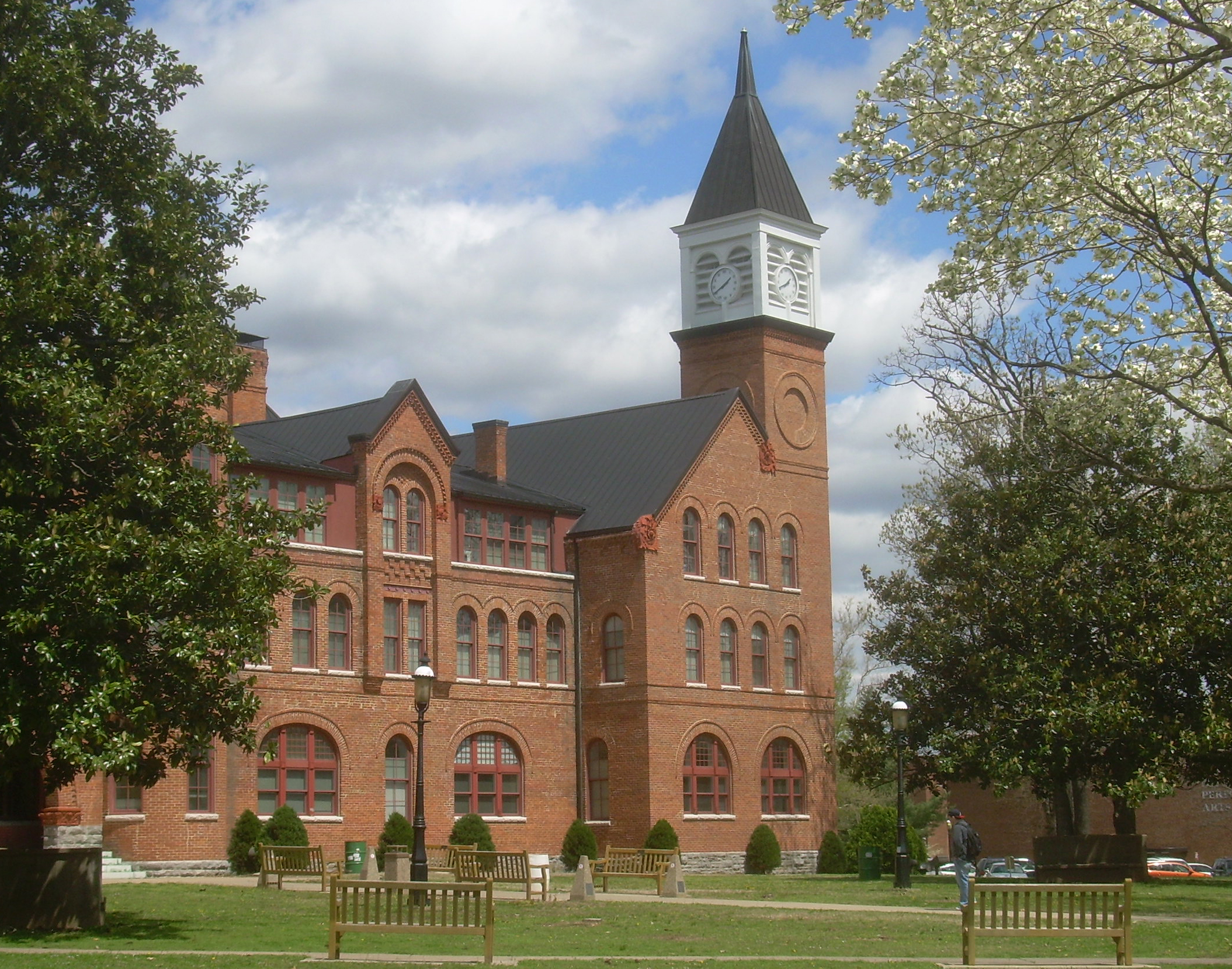
قاعة الحرم

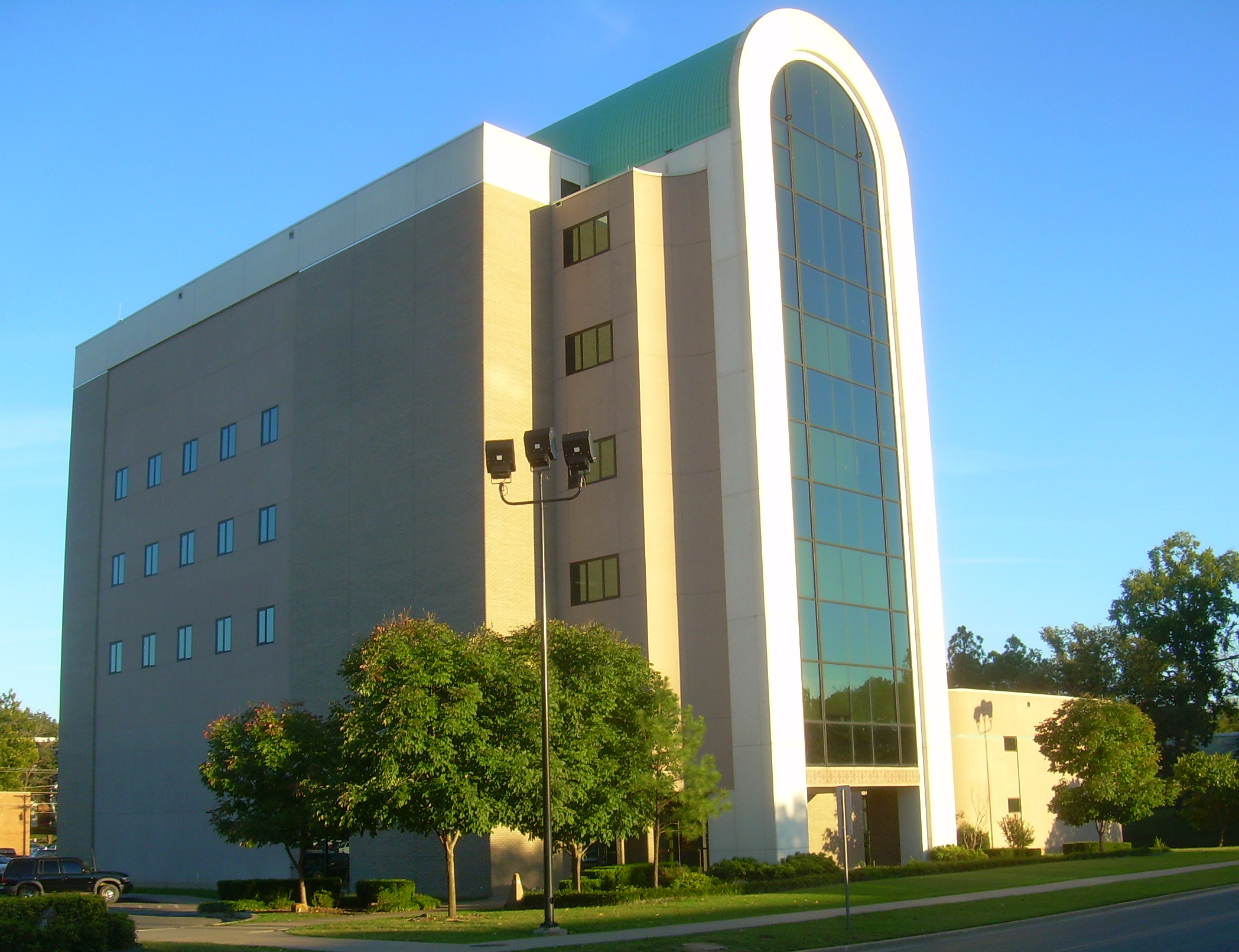
مركز دبليو روجر ويب لتكنولوجيا التعليم

### المباني الأكاديمية
تقع المباني الأكاديمية في جميع أنحاء الحرم الجامعي. المباني هي:
- قاعة الحرم
- مركز العلوم
- مبنى الأعمال والتكنولوجيا (مبنى الفنون العملية سابقًا)
- - مبنى الفنون الجميلة
- مركز دبليو روجر ويب للتكنولوجيا التعليمية (معمل جامعة ولاية نورث إيسترن سابقًا)
- قاعة باجلي (مبنى التعليم)
- مكتبة جون فوغان
- مركز القبول وتسجيل الطلاب

### عمارات سكنية
يوجد في الشمال الشرقي تسع قاعات سكنية. هم كالتالي:
- قاعة هاسكل (مغلقة)
- قاعة هاستنجز (مغلقة)
- إيزابيل كوب هول
- لوجان هول (مغلق)
- مجمع شمال ليوزر

- الجناح الشمالي
- الجناح الشمالي الشرقي
- الجناح الشمالي الغربي

- مجمع جنوب ليوزر

- الجناح الجنوبي
- الجناح الجنوبي الشرقي
- الجناح الجنوبي الغربي

- روس هول (مغلق)
- أجنحة اللاهوت
- ويلي هول

## ألعاب القوى
تُعرف الفرق الرياضية في جامعة ولاية نورث إيسترن باسم ريفر هاوكس. تتنافس الجامعة على مستوى NCAA القسم الثاني كعضو في رابطة ألعاب القوى بين الكليات في أمريكا الوسطى (MIAA). شاركت الجامعة سابقًا في مؤتمر لون ستار قبل الانضمام إلى ألعاب القوى بين الكليات في أمريكا الوسطى في عام 2012. تم قبولها في رابطة ألعاب القوى بين الكليات في أمريكا الوسطى في 30 يوليو 2010 أثناء توسيع المؤتمر من 12 إلى 16 عضوًا. بدأت جامعة ولاية نورث إيسترن اللعب في رابطة ألعاب القوى بين الكليات في أمريكا الوسطى في العام الدراسي 2012-13. تقدم جامعة ولاية نورث إيسترن إحدى عشرة رياضة بما في ذلك كرة القدم والبيسبول والكرة اللينة وكرة السلة للرجال والسيدات وكرة القدم للرجال والسيدات والجولف والتنس. في عام 2003، فاز فريق كرة السلة للرجال بالبطولة الوطنية للقسم الثاني بفوزه على كنتاكي ويسليان 75-64.
أعلنت جامعة ولاية نورث إيسترن في 23 مايو 2006 أنها ستسقط «ريدمن» وتختار تعويذة جديدة. تم إجراء التغيير بشكل استباقي استجابة لقرار NCAA الأمريكي الأصلي لعام 2005. أعلنت الجامعة عن اسمها الرياضي الجديد باسم ريفر هاوكس في 14 نوفمبر 2006.

## الحياة في الحرم الجامعي

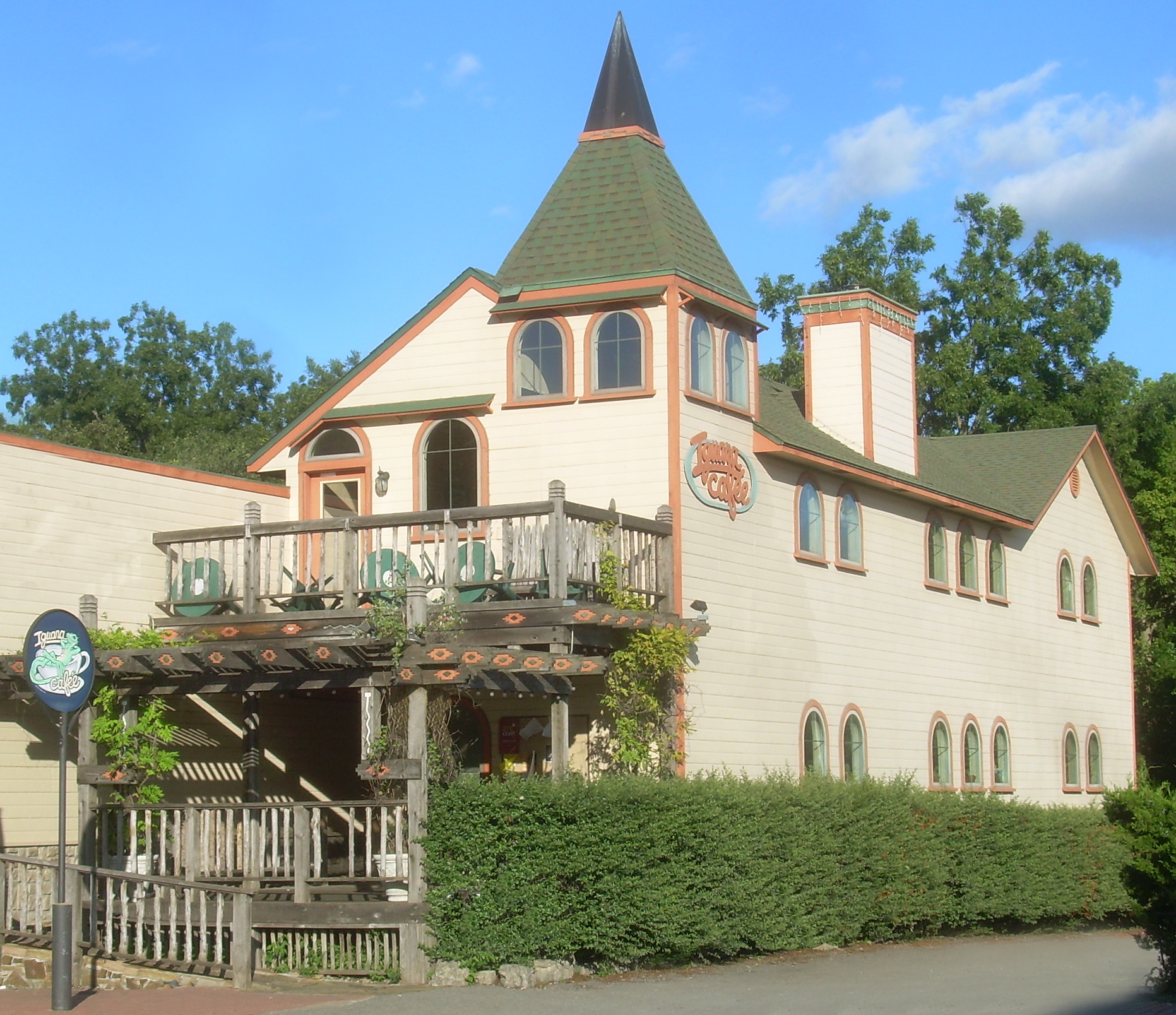
مقهى إجوانا بجوار الحرم الجامعي.

### منظمات الحرم الجامعي
هناك العديد من منظمات الحرم الجامعي مثل NAB (مجلس الأنشطة الشمالية الشرقية) وNSUSF (مؤسسة طلاب جامعة ولاية نورث إيسترن) وNSGA (جامعة ولاية نورث إيسترن الحكوميّة) التي تقدم أنشطة بديلة، وعادة ما تكون مجانية للطلاب للاستمتاع بها في الحرم الجامعي. NSGA هي المنظمة الرسمية لتمثيل طلاب جامعة ولاية نورث إيسترن. الغرض من NSGA هو إنشاء حكومة طلابية تمثيلية وتوفير منتدى لوجهات نظر الطلاب وأفكارهم بغرض تعزيز وتمثيل طلاب جامعة ولاية نورث إيسترن. تقدم RHA خدماتها لسكان الحرم الجامعي وتستضيف أحداثًا سنوية مثل "Welcome Week Luau" و"Freshman Move-in Day" و Mardi Gras و"Resident Round-up". جامعة ولاية نورث إيسترن لديها أيضًا العديد من الأخويات والجمعيات النسائية الموجودة في الحرم الجامعي.

#### الحياة الجامعيّة
- أمانة المجمتع

تأسَّست Rho Theta Sigma في عشرينيات القرن الماضي

##### الأخويات
| Interfraternity - Phi Sigma Kappa est. 1910 - Phi Lambda Chi est. 1939 - Pi Kappa Alpha est. 1975 - Tau Kappa Epsilon est. 1989 - Kappa Sigma est. 1993 - Sigma Tau Gamma Original charter 05-10-1924, Reestablished 11/2018 | Multicultural - كابا ألفا بسي [الإنجليزية] - Phi Sigma Nu |

##### الجمعيات النسائية
| Panhellenic - Delta Zeta 1923, recolonized 1956 - Sigma Sigma Sigma 1929 - Alpha Omicron Pi 1997 | Multicultural - Alpha Pi Omega 2006 - دلتا سيغما سيتا، recolonized 2009 |

مسيحي
- كابا فاي
- تشي ألفا

### جاز لاب
تم إنشاء مبنى جاز لاب (بالإنجليزية: Jazz Lab)‏ في عام 1993، وهو بمثابة مكان حيث يمكن لموسيقيي الجاز ممارسة الأداء ويمكن للمستمعين الاستمتاع بالموسيقى الحية. بالإضافة إلى مكان الأداء، فإن جاز لاب هو أيضًا موقع مكاتب وفصول برنامج موسيقى الجاز. تقدم الجامعة بكالوريوس الآداب في الموسيقى مع تخصص في دراسات الجاز ولديها مجموعتان من فرق موسيقى الجاز للطلاب، بالإضافة إلى العديد من مجموعات التحرير والسرد المختلفة التي تتراوح في الأسلوب من الانصهار إلى اللاتينية إلى الأمام مباشرة. تقدم فرقة جاز لاب في جامعة ولاية نورث إيسترن مع فنانين ضيوف إقليميين ووطنيين ودوليين في كل عام. وقد أجريت العديد من الموسيقيين الشهيرة في مختبر الجاز منذ إنشائها، بما في ذلك تي إس. مونك، هنري جونسون، ديانا كرال، مولغرو ميلر، بوبي واطسون، بوب مينتزر، شريحة هامبتون، روبن إوبانكس، وينتون مارساليس، وبوبي شيو.

## فروع الجامعات

### موسكوجي
تم افتتاح حرم جامعة جامعة ولاية نورث إيسترن موسكوجي 27,700 قدم مربع (2,570 م2) وهي منشأة تقع على 23 أكر (93,000 م2). يقدم الحرم الجامعي دورات عليا ودراسات عليا في التعليم والأعمال والدراسات العامة والتمريض والإدارة الصناعية. في عام 2001، افتتح NSU موسكوجي مركز مايك سينار تكريماً لمايك سينار، عضو الكونجرس الأمريكي السابق من المنطقة الثانية في أوكلاهوما من 1979 إلى 1995. تبلغ مساحة مركز مايك سينار 40,000 قدم مربع (3,700 م2). المنشأة التي تستخدم للمكاتب والفصول الدراسية. يضم المركز أيضًا ماجستير إدارة الأعمال وبكالوريوس العلوم في برنامج التمريض للحرم الجامعي

### بروكن أرو
تم افتتاح حرم جامعة ولاية نورث إيسترن بروكن أرو (بالإنجليزية: Broken Arrow)‏ في عام 2002 مع ما يزيد قليلاً عن 1,000 طالب. جاء تمويل الحرم الجامعي من ضريبة مبيعات بنسبة نصف بالمائة والتي وافق عليها ناخبو بروكن أرو. تضمنت المرحلة الأولى من الحرم الجامعي مبنى إداري، ومنشأة صيانة، ومبنيين فصلين دراسيين. في عام 2004، بدأ الحرم الجامعي في توسعة بقيمة 26 مليون دولار أمريكي بفضل رؤية 2025 لمقاطعة تولسا، والتي مولت أيضًا مركز بوك الجديد في تولسا. ضاعف التوسع حجم الحرم الجامعي وسمح أيضًا بالمساحة لما يصل إلى 5000 طالب آخر. كما أضافت مكتبة جنبًا إلى جنب مع مبانٍ للعلوم والفصول الدراسية. اكتمل البناء في خريف عام 2007.